# トレバー・スタインズ
トレバー・スタインズ(英語: Trevor Stines、1996年7月15日 - ) は、アメリカの俳優です。

## 主な出演作品
- ブルーマッチコメディ (2015年)
- アミティヴィル/呪われた家 (2016年)
- フォスター家の事情 (2016年)
- 間違った穴 (2016年)
- リバーデイル (2017年 - 2022年)
- ピュリティ フォールズ (2019年)
- 湖の秘密 (2019年)
- 殺人の可能性が最も高い (2019年)
- エヴァン・ウッド (2021年)
- ザ・ルーキー: FRB (2022年)